# Elfrida (namn)

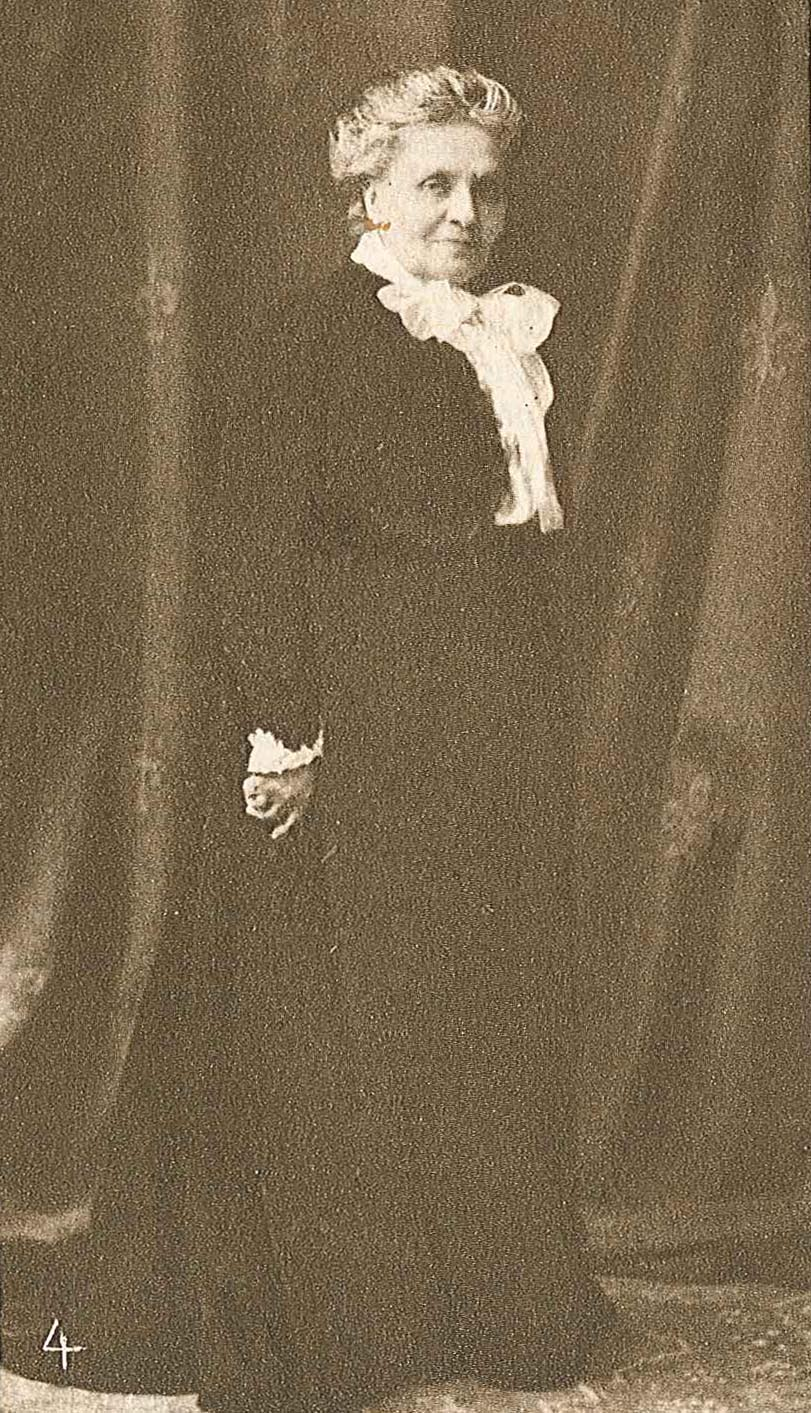
Elfrida Andrée

Elfrida är ett kvinnonamn belagt i Sverige sedan 1820. Enligt Eva Bryllas Kortfattat namnlexikon (2004) kommer namnet av det tyska Elfriede som i sin tur är varianter av det fornengelska namnet Ælfþrȳð, sammansatt av ælf ’alf’ och þrȳð ’styrka’ (jämför Gertrud och Mildred).
Den 31 december 2014 fanns det totalt 466 kvinnor folkbokförda i Sverige med namnet Elfrida, varav 53 bar det som tilltalsnamn.
Namnsdag: saknas

## Personer med namnet Elfrida
- Elfrida, engelsk drottning, Edgar av Englands andra hustru
- Elfrida Andrée, svensk tonsättare och dirigent, Sveriges första kvinnliga domkyrkoorganist och första kvinnliga telegrafist